# Salangidae
Los salángidos o peces de hielo asiáticos (Salangidae) son una familia de peces principalmente de agua dulce y algunos anádromos marionos que desovan en agua dulce, distribuidos por el sudeste asiático. Los peces de hielo japoneses (Salangichthys microdon) son aprecidos como peces alimentarios parecido a los chanquetes (Aphia minuta), tipos de gobios transparentes, en Europa y utilizados en la preparación de sushi y sashimi en Japón. 
Cuerpo transparente o translúcido; sin escamas; machos adultos con 1 hilera de escamas por encima de base de la aleta anal; cabeza fuertemente deprimida; aletas pélvicas con 6 a 8 radios; esqueleto poco osificado; longitud máxima de unos 15 cm.

## Géneros y especies
Existen veinte especies válidas, agrupadas en siete géneros:
- Género Hemisalanx Regan, 1908:
  - Hemisalanx brachyrostralis (Fang, 1934)
- Género Leucosoma Gray, 1831:
  - Leucosoma reevesii Gray, 1831
- Género Neosalangichthys Fu, Li, Xia y Lei, 2012:
  - Neosalangichthys ishikawae (Wakiya y Takahashi, 1913)
- Género Neosalanx Wakiya y Takahashi, 1937:
  - Neosalanx anderssoni (Rendahl, 1923)
  - Neosalanx argentea (Lin, 1932)
  - Neosalanx brevirostris (Pellegrin, 1923)
  - Neosalanx hubbsi Wakiya & Takahashi, 1937
  - Neosalanx jordani Wakiya & Takahashi, 1937
  - Neosalanx oligodontis Chen, 1956
  - Neosalanx pseudotaihuensis Zhang, 1987
  - Neosalanx reganius Wakiya & Takahashi, 1937
  - Neosalanx taihuensis Chen, 1956
  - Neosalanx tangkahkeii (Wu, 1931)
- Género Protosalanx Regan, 1908:
  - Protosalanx chinensis (Basilewsky, 1855)
  - Protosalanx hyalocranius (Abbott, 1901)
- Género Salangichthys Bleeker, 1860:
  - Salangichthys microdon (Bleeker, 1860)
- Género Salanx Cuvier, 1816:
  - Salanx ariakensis Kishinouye, 1902
  - Salanx chinensis (Osbeck, 1765)
  - Salanx cuvieri Valenciennes, 1850
  - Salanx prognathus (Regan, 1908)